# Lithium-Iod-Batterie
Die Lithium-Iod-Batterie (Li-I2-Batterie) ist eine nicht wiederaufladbare Lithiumbatterie mit Lithium als Anode und einer Kombination basierend auf Iod und Poly-2-vinylpyridin (P2VP) als Kathode. Als fester Elektrolyt dient Lithiumiodid, das die Eigenschaft hat, Lithiumionen von der Anode zu Kathode gut leiten zu können, während es für Iodionen in umgekehrter Richtung undurchlässig ist. Dieser Batterietyp wird primär im Bereich bei elektrisch betriebenen Implantaten wie Herzschrittmachern als langlebige und eigensichere Energiequelle eingesetzt.  Zwischen der Markteinführung 1972 und dem Jahr 1997 wurden in Herzschrittmachern 3,5 Millionen Lithium-Iod-Batterien genutzt.

## Eigenschaften

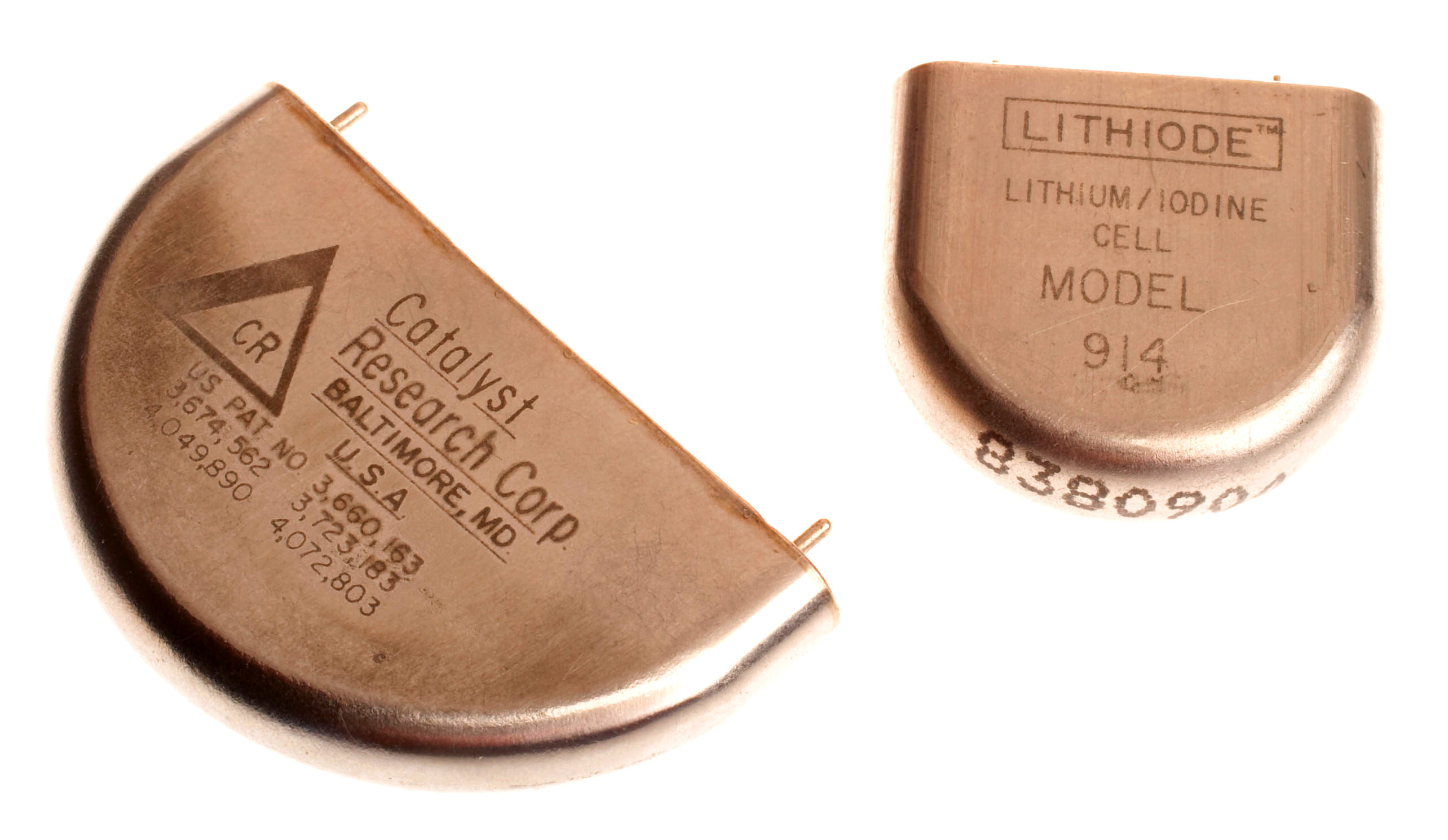
Zwei Li-I_{2}-Batterien in D-Bauform, wie sie in Herzschrittmachern eingesetzt werden

Lithium-Iod-Batterien sind Feststoffbatterien ohne flüssige Bestandteile und zeichnen sich durch eine sehr geringe Selbstentladung um 0,6 % pro Jahr aus. Die Leerlaufspannung variiert je nach Typ und liegt bei handelsüblichen Zellen für Herzschrittmacher bei 2,8 V. Die Li-I2-Zellen können aufgrund des hohen Innenwiderstandes nur geringe Entladeströme liefern. Übliche Lastwiderstände liegen über 10 kΩ, die entnehmbare Leistung unter 1 mW. Die Zellen sind kurzschlussfest und es kommt in keinem Betriebsfall zu einer Gasbildung in der Zelle. Damit kann eine Leckage der Batterie sicher verhindert werden, was für Implantate ein wesentliches Kriterium ist.

## Reaktionen
An der Anode gibt das Lithiummetall Elektronen ab. Es wird zum Lithiumion Li+ oxidiert, das in den LiI-Festelektrolyten aufgenommen wird:
Anodenreaktion: {\displaystyle \quad \mathrm {Li\rightarrow Li^{+}+e^{-}} }
Aufgrund der Elektronenabgabe ist das der Minuspol der Batterie.
An der Kathode (Pluspol) wird das elementare oder komplex gebundene Iod reduziert, d. h., es bildet unter Aufnahme von Elektronen Iodidanionen I−. Diese reagieren mit dem durch den Festelektrolyten kommenden Lithiumionen zu Lithiumiodid:
Kathodenreaktion: {\displaystyle \mathrm {I_{2}+2\ Li^{+}+2\ e^{-}\rightarrow 2\ LiI} }       bzw.      {\displaystyle \mathrm {P2VP\cdot nI_{2}+2\ Li^{+}+2\ e^{-}\rightarrow P2VP\cdot (n-1)\ I_{2}+2\ LiI} }
Gesamtreaktion: {\displaystyle \mathrm {2\ Li+I_{2}\rightarrow 2\ LiI} }       bzw.       {\displaystyle \mathrm {P2VP\cdot n\ I_{2}+2n\ Li\rightarrow P2VP+2n\ LiI} }

## Historisches
Erste Batterien mit einer festen Iodidelektrode wurden von einer Arbeitsgruppe am Jet Propulsion Laboratory (JPL) entwickelt, sie veröffentlichte ihre Ergebnisse 1967. Sie verwendete aber keine Lithiumelektrode, sondern vor allem Magnesium- und Calciumanoden. Die Lithium-Iod-Batterie wurde 1970/1971 von James Moser und Alan Schneider zum Patent angemeldet.
In der DDR wurden Lithium-Iod-Batterien zur Versorgung von Herzschrittmachern entwickelt (Typ LIS2300) und 1984–1989 80000 Stück hergestellt. Die Herzschrittmacher konnten ohne Importe aus dem Westen hergestellt werden, waren die mit der längsten Laufzeit weltweit und wurden auch nach Polen, Ungarn, Bulgarien und China exportiert. Batterien, die nicht die medizinischen Spezifikationen erfüllten, wurden für andere Geräte eingesetzt – z. B. im Taxameter BOTAX 80, im Mobilen Fahrscheindrucker FABUS 1 und im Mehrkanalschreiber PMM100.